# Битка за Денкерк
Битка код Денкерка представља борбе вођене између савезничких и немачких снага током евакуације савезничких снага из Денкерка.
Након Лажног рата, битка за Француску је заиста почела 10. маја 1940. Немачка група армија Б је напала Холандију и напредовала на запад. Као одговор на то, врховни савезнички командант, француски генерал Морис Гамлен, је започео план Д и кренуо кроз Белгију да се упусти у борбу са Немцима у Холандији. План се много ослањао на Мажино линију, систем утврђења дуж немачко-француске границе, али Немци су већ прошли кроз највећи део Холандије када су пристигле француске снаге. Зато је Гамлен распоредио снаге под својом командом (три механизоване армије: 1. и 7. француску армију и Британске експедиционе снаге) на реци Дил. Немачка група армија А је 14. маја прошла кроз Ардене и брзо напредовала на запад према Седану, а затим је скренула на север ка Ламаншу, чиме је заобишла савезничку војску.
Низ савезнички противнапада, укључујући и битку код Араса, није успео да заустави немачки пробој, који је стигао до обале 20. маја, одсекавши Британске експедиционе снаге код Армантјера, 1. француску армију и Белгијску армију даље на северу од главнине француске војске јужно од немачког пробоја. Након што су стигли до Ламанша, Немци су напредовали на север дуж обале, претећи да заузму луке и ухвате у замку британске и француске снаге пре него што стигну да се повуку у Британију.
Немци су потом зауставили напредовање ка Денкерку. Насупрот укорењеном мишљењу, наређење о заустављању није потекло од Адолфа Хитлера. Герд фон Рундштет и Гинтер фон Клуге су предложили да немачке снаге око денкершког џепа зауставе своје напредовање ка граду и да се учврсте, да би спречили савезнички пробој. Хитлер је одобрио ово 24. маја уз подршку Врховне команде Вермахта. Војска је заустављена на три дана, што је дало времена Савезницима да организују евакуацију из Денкерка и изграде одбрамбене линије. Упркос савезничкој песимистичкој процени ситуације, због које се у Британији чак расправљало о условној предаји Немцима, на крају је спашено више од 330.000 савезничких војника.

## Немачки пробој дуж обале
Стигавши у Абевил, генерал Гудеријан је знао да само велика брзина може да донесе одлучујући успех и да Савезницима нанесе такав пораз о којем нико није ни помишљао. У понедељак, 20. маја, око поноћи његови су тенкови западно од Абевила стигли до мора: савезничке снаге налазиле су се у окружењу. Готово цео Британски експедициони корпус, највећи део француске прве армије и цела белгијска војска биле су ухваћене између тенкова на југу и немачких снага у северној Белгији. Сад је требало затворити и последњи излаз из окружења, море. Савезничке трупе могле су да побегну само преко мора а за такву евакуацију биле су погодне само три луке: Булоњ, Кале и Денкерк.
Гудеријанове тенковске трупе биле су преморене услед дугог напредовања. За десет дана (од 10. до 20. маја 1940) превалиле су три стотине километара-последњих сто за један дан. Пешадија и артиљерија нису могле да прате овакав темпо наступања оклопних снага. Немачка авијација није имала потпуну надмоћ у ваздуху јер је западна обала Белгије била у домету ловаца стационираних у Енглеској. Чак је и снабдевање тенкова постало несигурно. Упркос свему томе Гудеријан је био одлучан. Својим трупама је дао један дан одмора. Али већ ујутро 22. маја издао је наређење да се одмах крене на север и да се што брже заузме обала. Ради тога је образовао три тенковске колоне: по једну за Кале, Булоњ и Денкерк. Очекивао је да ће за неколико дана из строја избацити не само комплетну белгијску војску већ и пола милиона енглеских и француских војника. Када је пала ноћ немачки тенкови стигли су пред Булоњ и Кале. Ту су тенкови први пут у току похода наишли на јак и организован отпор. Пошто су савезници прозрели немачки план продора борили су се невиђеном храброшћу и жестином за своју једину шансу-повлачење преко мора. После три дана тешких борби пао је Булоњ, а дан касније у недељу увече капитулирао је Кале. Браниоци обе луке углавном су успели да се повуку на север захваљујући борбама које је водила заштитница белгијске војске. После недеља 26. маја повукле су се све савезничке снаге у Белгији које нису хтеле да капитулирају на обалу Денкерка. Већ 24. маја Гудеријан је одвојио једну тенковску колону (1. оклопну дивизију) из борбе код Калеа и послао је хитно за Денкерк. Међутим, отпор британских и француских јединица је био толико снажан да је колона изгубила свој темпо и понекад је напредовала свега неколико километара на дан. Гудеријан се ипак надао да ће неколико дана после пада Булоња заузети и Денкерк. Успех какав може да постигне ретко који војсковођа био му је надохват руке. Међутим 24. маја Хитлер се по други пут лично умешао у вођење операција: забранио је да тенкови крену на Денкерк. Морали су да чекају пред градом. Пола године касније је немачки пуковник Голдхамер рекао белгијском краљу Леополду III: „Немачка је већ изгубила рат зато што није уништила Британске експедиционе снаге у Денкерку.“

## Евакуација из Денкерка
Када је Хитлер 24. маја 1940. стигао у штаб Групе армија А у Шарлвилу био је у еуфоричном расположењу. Већ три дана раније је немачка обавештајна служба добила обавештења која су указивала на то да Енглези у лукама дуж обале Ламанша врше припреме за почетак евакуације трупа из Француске. Хитлер је тада својим генералима рекао како ће се рат завршити за шест недеља. Тада ће склопити пристојан мир са Француском а после је отворен пут за споразум са Британијом. На запрепашћење присутних изразио се веома повољно о Британцима и њиховој империји. Култура коју су Енглези дали свету не сме да пропадне, и он има намеру да Британцима понуди часни мир.
Касније тог дана Хитлер је приредио невероватну сцену врховном команданту немачке војске фон Браухичу зато што се овај усудио да без Фиреровог одобрења стави неколико дивизија и фон Рундештатову 4. армију под команду Групе армија Б. Морао је сместа да повуче наређење. А потом је Хитлер издао наређење о заустављању тенкова пред Денкерком. Вице адмирал сер Бертрам Х. Ремзи примио је у Доверу наређење од Адмиралитета из Лондона: „Треба хитно почети са операцијом Динамо. Одмах потом упутили су се ка Денкерку први бродови из армаде коју је чинило 850 пловила разних врста и димензија од већих бродова до чамаца и једрилица.“
После рата многи су покушавали да нађу разумљив разлог за ову Хитлерову одлуку од 24. маја 1940. Ако се узме у обзир шта је тога дана рекао о Британцима неки сматрају да је свесно дао шансу Британским експедиционим снагама да се евакуишу у нади да ће тај гест одобровољити британску владу да прихвати његов часни мир. Друга могућност је да је тенковски напад зауставио зато што су фон Рундештат и Гудеријан сматрали да подручје око Денкерка није нарочито погодно за тенковске операције и зато што су се прибојавали тешких губитака. Хитлер је хтео да сачува своје тенкове како би их касније могао употребити на југу. Осим тога је вероватно свом пријатељу Герингу хтео да учини услугу јер је овај инсистирао да баш ваздухопловство зада последњи ударац британским експедиционим снагама. Хитлер је сумњао да британски поморци могу да изведу евакуацију оволиког обима. Денкерк је био мала лука тешко приступачна за бродове са дубоким газом. Два дугачка насипа штитила су луку. Бродови који су улазили у Денкерк пловили су извесно време на веома малој удаљености од обале и тако су били у домету немачких батерија распоређених код Калеа и Ниув-порта. Обале и дине западно и источно од града такође су биле у домету немачке артиљерије. Први брод који је у недељу увече 26. маја напустио Довер био је Монас Ај, туристички брод који је раније превозио излетнике на острво Мен. Када је брод у рану зору упловио у Денкерк отпочело је снажно бомбардовање које је од града направило гомилу рушевина. На обалу је у ноћи стигла дуга колона амбулантних кола која је чекала болничке бродове. Киша бомби растурила је целу колону и стотине рањеника живи су изгорели у олупинама кола.
За време бомбардовања на Монас Ајл на брзину се укрцало 1.420 војника и напустило луку. Али у пролазу на висини Грејвлајнса засуле су га ватром немачке батерије са обале и погодиле неколико пута. Због оштећења бродом се више није могло управљати. Нападали су га авиони бомбама и митраљеском ватром и најзад су га два торпедна чамца одвукла за Довер. На броду је било 23 мртва и 60 рањених. Судбина Монас Ајла био је предзнак шта је чекало Британце следећих дана. Пет других великих транспортних бродова Немци су тако жестоко напали топовском ватром да су се ови морали окренути и вратити у Енглеску. Неколико мањих бродова је успело да се пробије ка Денкерку али је и у њих укрцавање било отежано јер је унутрашњи део луке био потпуно разорен услед бомбардовања. Укрцавање се могло једино вршити са обе стране источног насипа. Други бродови су се усидрили испред плаже Мало-ле-Бена отменог и туристичког дела Денкерка. Ту се већ скупило хиљаде британских војника само је било премало малих бродова који би људе са обале превезли до већих бродова. Када је пала ноћ, првог дана операције Динамо, није било разлога за одушевљење. Упркос тешким губицима нису успели да евакуишу више од 6.000 људи.
У ноћи између 27. и 28. маја почело је да се догађа чудо. Са свих страна почели су да пристижу бродови у четири зборна места на енглеској обали у Довер, Ремсгејт, Маргејт и Ширнес. Било је ту торпедних чамаца, миноловаца, тролера, малих обалских бродова, полицијских бродова, царинских бродова, болничких бодова, чамаца за искрцавање, путничких бродова, прекоокеанских пароброда- једном речју сва расположива пловила која су се могла употребити за транспорт људи. Посаде су такође биле врло чудне- стари рибари командовали су чиновницима а један доминикански калуђер (бивши поморски поручник) био је крмарош на моторном броду. Ову огромну флоту, скупину свега што може да плови послали су за Денкерк вице адмирал Ремзи и његов штаб који су успели да у хаос уведу извесни систем и који су импровизујући операцију Динамо претворили у блиставу евакуацију.
Море између Енглеске и Француске било је изузетно опасно, препуно олупина, акустичних и магнетних мина, бомби и митраљеске ватре из ваздуха, граната обалских батерија, константе опасности од судара, торпеда са подморница и торпедних чамаца. Пуно бродова пловило је без карти; на мањим није било ни компаса. У ноћи је било само једно осветљење: пламтеће море у Денкерку. Примери који следе су само делић несрећа које су задесиле посаде бродова.
Једна од првих моторних јахти која је из Ширнеса кренула за Денкерк била је Силвер Квин. Два дана је брод превозио трупе са обале до великих бродова који су се укотвили у пролазу. При томе је чудесно избегао бомбе и митраљеске метке немачке авијације и успео да превезе више од хиљаду војника са обале. Када су пуни транспортни бродови отишли а нови нису одмах дошли на њихово место јахта Силвер Квин је покупила сто Француза и упутила се у луку. Ни тамо није успела да ступи у контакт са неким великим бродом па је одлучила да на своју руку пређе Ламанш. На броду међутим нису имали ни карту ни компас. После више часова пловидбе угледали су копно. Посада је мислила да је на висини Ремгејта па је усмерила брод ка обали. Одједном су гранате почеле да лете око брода. Двадесет минута трајала је паљба и онда је један торпедни чамац притекао у помоћ броду. Силвер Квин је у међувремену погођен у прамац и брзо је пропуштао воду. Избацујући стално воду француски војници су успевали да одрже бродић на површини све до 30. маја у 9 часова када је пристао уз док у Доверу. Неколико минута пошто је последњи човек напустио брод Силвер Квин је нечујно потонуо.
Брод Векфул са 650 људи торпедован је у ноћи између 28. и 29. маја у северном пролазу. Брод је брзо потонуо и готово сви војници који су спавали под палубом утопили су се. Команданта тог брода Фишера покупио је тегљач Комфорт пошто је два часа провео у води. У помоћ је дошао и брод Грефтон и спустио сплав за спасавање. Онда је изненада Грефтон погођен торпедом. Док је тонуо брод је отворио ватру на силуету у тами и успео је да је погоди. Тај брод је одмах потонуо али се испоставило да у питању није непријатељски брод или подморница већ тегљач Комфорт. Командант Фишер се опет нашао у води где је морао да плива пет часова пре него што је ујутру по други пут спашен.
Сваки час дешавале су се несреће али и спасилачки подухвати који би у мирно време били права сензација. У поноћ 28. маја 45 000 људи је већ било пребачено у Енглеску, 29. маја било их је још 47 310. И тако је то ишло даље: 30. маја 45 955, 1. јуна 66 000. Брод Шикари је последњи 4. јуна напустио луку Денкерк са 383 француска војника. Коначан биланс операције Динамо:
- спашено је укупно 338 226 британских и француских војника.
- Потопљено је 228 бродова, 45 их је тешко оштећено, уништено је још на десетине малих бродова. Никада није утврђено колико је помораца страдало приликом операције. Оборено је 177 авиона РАФ-а. Да није било РАФ-а чији су ловци водили беспоштедну борбу са немачким бомбардерима изнад Денкерка операција Динамо не би успела да претвори пораз у победу. Јер Денкерк је наравно био пораз и то један од највећих у целокупној британској војној историји.

## Непосредно после Денкерка
Нешто мало пред зору 4. јуна 1940, Денкерк је напустио последњи брод. Ускоро затим су немачке трупе ушле у тешко оштећени град. Завршена је операција Динамо - прва комбинована операција сва три вида оружаних снага. Адмиралитет је 4. јуна изјавио: „Прошле недеље је извршена највећа ратна операција у историји морнарице. Северно бојиште је ликвидирано.“ Хитлер је изјавио: „Једна од највећих битака свих времена успешно је завршена захваљујући нашим војницима.“ Наредио је да осам дана лепршају заставе и да се три дана оглашавају звона. У Немачкој су славили због победе, иако су Британци успели да се извуку. Ни у Енглеској весеље није изостало, због повратка војника. Нико није очекивао спасавање оваквих размера. Музичари су непрекидно свирали песму „Ево наших хероја“. Људи су кличући стајали крај ивица пута од Довера до Лондона. Касније је Монтгомери о овоме изјавио: „Сећам се како сам био бесан кад бих угледао британске војнике како се шећу наоколо са шарено извезеним знаком на рукаву Денкерк. Мислили су да су хероји, а то је било и мишљење грађана.“
Черчил је 5. јуна изјавио у доњем дому: „Морамо страшно да пазимо да ово спасавање не сматрамо победом. Ратови се не добијају евакуацијама. И још једном је потврдио британску одлучност: Бранићемо нашу отаџбину. Ако треба годинама, ако треба сами. Издржаћемо до краја, борићемо се на океанима и морима, са све већим поуздањем и све већом снагом, борићемо се у ваздуху, борићемо се на обалама, борићемо се на аеродромима, борићемо се на пољима и на улицама и на брдима. Никада се нећемо предати.“
Ове Черчилове речи које су извирале из чистог самопоуздања и одлучности дале су Британцима снагу да наставе борбу.